# Weaver stance
Der Weaver stance (deutsch etwa Weaver-Stand) ist eine spezielle Körperhaltung, die im Zusammenhang mit dem Schießen von Handfeuerwaffen steht. Er wurde von Deputy Sheriff Jack Weaver in den späten 1950er Jahren bei Schießwettkämpfen entwickelt.

## Beschreibung
Der Weaver stance ist eine beidhändige Technik, in der die schussstarke Hand die Pistole bzw. den Revolver hält, während die andere Hand die Schusshand umschließt. Der Schussarm ist dabei nahezu ausgestreckt, während der Ellenbogen des unterstützenden Arms deutlich nach unten weist. Der Schütze drückt mit dem Schussarm nach vorn und zieht mit der anderen Hand nach hinten, wodurch die Waffe sehr fest gehalten wird und durch den Rückstoß wenig aus dem Ziel gelenkt wird.
Der Weaver stance ist eine der fünf Komponenten der „Modernen Technik“ von Jeff Cooper.

## Geschichte
Der Weaver stance wurde 1959 von dem Pistolenschützen und Deputy Sheriff Jack Weaver entwickelt, der Schießausbilder am L.A. County Sheriff’s Mira Loma Schießstand war. Zu dieser Zeit nahm er an Jeff Coopers Leatherslap-Wettkämpfen teil, bei denen es darum ging, im Zweikampf zwölf ca. 45 cm große Ballons in ca. 7 Metern Entfernung zu treffen. Weaver entwickelte seine Technik als eine Möglichkeit, die Waffe schnell auf Augenhöhe zu bringen und schnell gezielt zu schießen, und war damit gegenüber der bis dahin üblichen (ungezielten) Hüftschusstechnik überlegen.
Diese Technik wurde als „der Weaver stance“ von Autor und Schießausbilder Jeff Cooper übernommen, der sie in vielen Büchern und Artikeln verbreitete. Als Cooper 1977 seine Schießschule eröffnete, entwarf er seine „Moderne Technik“ um einen formalisierten „klassischen Weaver stance“. Obwohl die Technik später für Wettkampf und Kampfeinsatz durch den abgeänderten isosceles stance ersetzt wurde, ist der Weaver stance weiterhin eine verbreitete Technik vieler Schützen.